# Далай-лама V
{\displaystyle }

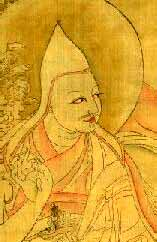

Нгаванг Лобсанг Г'яцо (1617—1682) — п'ятий Далай-лама («Великий П'ятий») один з найвидатніших тибетських релігійних та політичних діячів. П'ятий Далай-лама вперше об'єднав у Тибеті духовну і світську владу, побудував палац Потала, заснував систему національної охорони здоров'я та ввів освітні програми. Він майстерно володів словом, а його історичні та автобіографічні твори служать цінним матеріалом для вивчення історії того періоду.

## Життєпис
Народився в Тибеті в місцевості Чінвар Тагце округу Тарг (Центральний Тибет) 23-го числа 9-го місяця за місячним календарем 1617 року(Рік вогняної змії десятого циклу) в супроводі чудових знамень. Його батько, звався Міванг Дудул Рабтен, він походив із царського роду Сахором. Мати його, Кунга Лхадзе, була дочкою полководця з Ямдрок. Сім'я новонародженого належала до школи Ньїнґма. Коли Сонам Чопел, головний помічник Четвертого Далай-лами, почув про виняткові здібності хлопчика, він відвідав дитину і показав йому предмети, що належали попередньому Далай-ламі. Хлопчик негайно заявив, що вони належать йому. Через напружену політичну ситуацію Сонам Чопел зберігав виявлення дитини потай. Коли ситуація нормалізувалася, П'ятий Далай-лама був доставлений в монастир Дрепунг, де прийняв монаші обіти від Третього (Першого) Панчен-лами Лобсанга Чогьела, і отримав ім'я Нгаванг Лобсанг Гьяцо.

## Освіта
Під керівництвом Кончога Чопела з Лінгме — про якого в пророцтвах великого майстра Падмасамбхави сказано, що він був еманацією перекладача Нгок — Далай-лама вивчив всі писання починаючи з «Скороченого курсу логіки» (bsdus-tshad). Він без труднощів освоїв їх усі. Від Панча Рінпоче він отримав безліч посвят, передач і таємних настанов. Під керівництвом Мондро Пандіта і його сина він вивчив поезію, граматику, просодію, синонімію тощо; а під керівництвом Думпопи і Зурчена Чоінга Рандрола — астрологію, віщування, Свародаю і незліченна безліч інших праць. Таким чином, Далай-лама став великим махапандітой, повністю осягнув десять наук. У двадцять два роки він отримав від Панча Рінпоче повне чернече посвята згідно з безперервною лінією обітниць, висхідній до Лачен Гонгпа Рапселу, і був названий «Нгагі Вангчук».
Навчався у безлічі вчених та наставників, таких як Кхонтон Пелджор Лхундруп з Пабонкі, Шалу Сонам Чокдруп, Зурчен Чоінг Рангдрол, Менлунгпа Лочок Дордже і цар навчань Тердак Лінгпа. Його власний «Список отриманих навчань» (gsan-yig), що складається з чотирьох томім і всіма вважається авторитетним джерелом, описує, як він здійснював вивчення і роздуми над більшістю настанов по сутрі і мантрі, а також перераховує посвяти, передачі і таємні настанови традиції мантри, які зберігалися в Тибеті на той час і які в першу чергу ставилися до традицій Сакья, Гелуг і Ньїнґма.

## Правління
Розпізнаний в період, коли в Тибеті панувала політична плутанина. Коли Далай-ламі було двадцять п'ять років (1641), монгол Гушрі Тензин Чогьел за допомогою своїх військ захопив три провінції Тибету. Він підніс Далай-ламі всі релігійні та світські володіння як підвладні райони. У 1645 році Далай-лама зустрівся з високими чиновниками Гаден Пходранг, обговоривши з ними будівництво палацу Потала на Червоному пагорбі — у тому місці, де тридцять третій цар Тибету Сонгцен Гампо звів червоний форт. У тому ж році почалося будівництво палацу, на яке пішло більше 43 років.
У 1649 маньчжурський імператор Шуньчжі (Фулінь) запросив Далай-ламу в Пекін. Коли Далай-лама дістався до китайської провінції Нінся, його вітали міністр і воєначальник імператора, які прибули з трьома тисячами вершників, щоб проводити тибетського лідера. Сам імператор висунувся назустріч Далай-ламі з Пекіна і привітав його в місці під назвою Котхор. У столиці Китаю Далай-лама розмістився в Жовтому Палаці, який імператор побудував спеціально для нього. Коли імператор офіційно зустрівся з Далай-ламою, лідери дарували один одному титули. В 1653 Далай-лама повернувся до Тибету. Імператор також прославив його як «ти-ши», наставника імператора, і встановив відносини покровителя і священнослужителя.
У 1643 і 1648 в ряді районів проведено перепис населення, а деякі кагьюпінські монастирі реорганізовані в гелугпінські. Монастир школи Джонанг такт-Пхунцоглінг, заснований Таранатхі, був переданий у відання Гелуг.
Він заснував дві освітніх установи — одну для чиновників-мирян, іншу для чиновників-ченців, в яких викладалися монгольська, санскрит, астрологія, поезія і адміністрування. Далай-лама був людиною небагатослівною, але слова його мали силу переконувати і впливали на правителів земель, що лежали за межами Тибету. Він заснував безліч центрів вчень в Центральному Тибеті, Цанге і Кхамі, і навіть в далеких Китаї та Монголії.

## Зовнішня політика
- Монгольські держави. В 1640 Далай-лама упізнав переродження Таранатхи в сині халхаського Тушету-хана Гомбодоржа, Дзанабадзара, що дало початок формуванню теократії школи гелуг в Монголії. У 1655 році дарував титул хана торгоутському тайша Шукур-Дайчіну, санкціонувавши тим самим виникнення калмицького ханства.
- Південний кордон. У 1643 Далай-лама V отримав дипломатичне визнання з боку Непалу і Сіккіму як політичний голова уряду Тибету держави. У 1646 укладено тибето-бутанську угоду, за якою остання перенаправляє данину в Лхасу, проте на наступний рік Бутан в ході короткострокової війни відмінив її.
- Імперія Цин. У 1649—1651 третій цинський імператор Шуньчжі в ряді листів запрошував Далай-ламу в Пекін, сподіваючись використати його вплив на монголів. У 1652 Далай-лама прибув до Пекіна, в спеціально побудований для нього Жовтий палац. На прохання імператора і делегації монгольських князів Далай-лама видав письмові інструкції монастирського життя.

Після смерті Шуньчжі новий імператор Кансі звертався до Далай-лами з проханням про введення тибетських і монгольських військ в Китай для допомоги в придушенні повстання, але Далай-лама відмовив йому під приводом непереносимості китайського клімату для тибето-монгольського війська, хоча і виступав посередником для врегулювання прикордонних китайсько-монгольських конфліктів.

## Творчість
Був плідним письменником і шанованим вченим, який писав у вільному стилі, що дозволяло йому відверто – а іноді й іронічно – висловлювати власні найглибші почуття та незалежні інтерпретації. Доробок нараховує 25 томів. З них найважливішими є автобіографія «Дукулай Госанг», релігійний текст «Союз усіх найпотаємніших сутностей» (де обґрунтовується тезис «чистого бачення»), «Історія Тибету, написана Далай-ламою V». Його красномовна «Збірка зовнішніх і внутрішніх творів», прикладом яких є його коментарі присвячені наукам тексти.

## Смерть
Помер в Лхасі 25-го числа 7-го місяця за місячним календарем. У 1682 у віці шістдесяти п'яти років, не встигнувши завершити будівництво палацу Потала; тим не менш, він встиг покласти відповідальність за завершення будівництва на нового Дезі Санга Гьяцо, порадивши тому якийсь час тримати смерть Далай-лами в таємниці. Смерть Далай-лами приховувалася протягом 15 років.